# Ghadschar

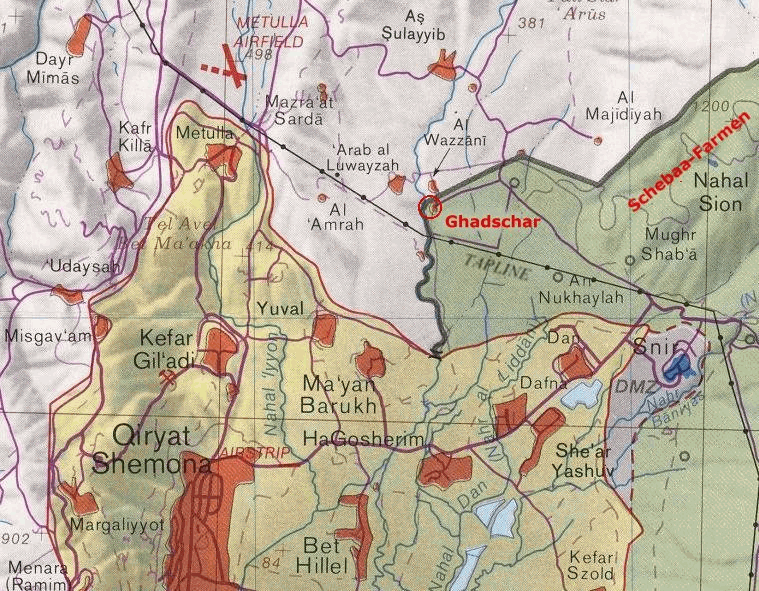
Lage der Ortschaft Ghadschar

Ghadschar (auch Ghajar oder al-Ghajar, arabisch غجر, DMG Ġaǧar, hebräisch ע'ג'ר) ist eine Ortschaft mit 2.745 Einwohnern (Stand: Januar 2022), deren nördliche Hälfte im Libanon liegt, während die südliche Hälfte zu den Golanhöhen gehört. Sie liegt nur wenige Kilometer westlich der umstrittenen Schebaa-Farmen und wenige Kilometer östlich von Bint Dschubail, der „Hauptstadt der Hisbollah“. Im Jahre 1932 hat die französische Mandatsverwaltung den Einwohnern, die überwiegend Alawiten sind, die Wahl überlassen, über die Zugehörigkeit des Ortes nach der Aufteilung des Mandatsgebiets in Libanon und Syrien selbst zu bestimmen. Die Entscheidung der Einwohner fiel für Syrien, wo diese Religionsgruppe eine bedeutende Minderheit stellt. Nach dem Sieg der israelischen Armee gegen die Syrer im Sechstagekrieg von 1967 fiel die Ortschaft unter israelische Kontrolle. Während der israelischen Besetzung des südlichen Libanon zwischen 1978 und 2000 wurde die Ortschaft auf libanesischem Gebiet nach Norden erweitert.
Nach dem Rückzug der Israelis im Jahre 2000 verlief die Blaue Linie mitten durch den Ort, wobei rund drei Fünftel der Ortschaft im Libanon liegen und der Rest unter israelischer Verwaltung. Beide Seiten konnten sich nicht einigen, auf welche Seite die Ortschaft fallen solle und in der Folge wurde die Ortschaft geteilt. Entlang der Grenze wurde ein Zaun errichtet, wobei die von israelischen Soldaten überwachten Durchlässe es den Bewohnern ermöglichten, von einer auf die andere Seite zu gelangen. Viele der Bewohner Ghadschars auf beiden Seiten des Grenzzaunes arbeiten in Israel und besitzen die israelische Staatsbürgerschaft. Die Ortsbewohner haben vor dem Libanonkrieg 2006 fast keine Kontakte mit den umliegenden libanesischen Ortschaften gehalten. Im Jahre 2005 haben Militante der Hisbollah den Ort besetzt, wurden aber von der israelischen Armee zurückgedrängt.
Nach Beginn des Waffenstillstandes haben israelische Einheiten einen zweiten Zaun errichtet, der die im Libanon liegende Nordhälfte des Ortes von der libanesischen Umgebung abtrennt. Dort befinden sich auch nach dem Abzug der israelischen Truppen aus dem Libanon am 1. Oktober weiterhin Soldaten der IDF und die libanesische Regierung sieht darin eine Verletzung der Resolution 1701 des UN-Sicherheitsrates. Sie befürchtet, dass die Situation zu künftigen Auseinandersetzungen zwischen der Hisbollah und Israel führt.
Am 17. November 2010 gab Israels Regierungssprecher Mark Regev bekannt, dass sich Israel aus dem nördlich der Blauen Linie liegenden Teil des Orts zurückziehen werde. Dies habe Ministerpräsident Benjamin Netanjahu UN-Generalsekretär Ban Ki-moon zugesagt. Ein Termin für die Räumung wurde bislang nicht veröffentlicht, die Einzelheiten werde Israel mit UNIFIL klären.